# Рот, Симон
Симо́н Рот (нем. Simon Roth) — швейцарский кёрлингист.
В составе мужской сборной Швейцарии бронзовый призёр чемпионата мира 1993 и чемпионата Европы 1987. Чемпион Швейцарии среди мужчин и среди смешанных команд. В составе мужской сборной ветеранов Швейцарии бронзовый призёр чемпионата мира 2005.
Играл в основном на позиции первого.

## Достижения
- Чемпионат мира по кёрлингу среди мужчин: бронза (1993).
- Чемпионат Европы по кёрлингу: бронза (1987).
- Чемпионат Швейцарии по кёрлингу среди мужчин: золото (1993).
- Чемпионат Швейцарии по кёрлингу среди смешанных команд: золото (1984).
- Чемпионат мира по кёрлингу среди ветеранов: бронза (2005).

## Команды
| Сезон                          | Четвёртый      | Третий           | Второй               | Первый          | Запасной           | Турниры            |
| ------------------------------ | -------------- | ---------------- | -------------------- | --------------- | ------------------ | ------------------ |
| 1987—88                        | Дитер Вюст     | Йенс Писберген   | Петер Грендельмейер  | Симон Рот       |                    | ЧЕ 1986            |
| 1992—93                        | Дитер Вюст     | Йенс Писберген   | Петер Грендельмейер  | Симон Рот       | Мартин Цюррер (ЧМ) | ЧШМ 1993 · ЧМ 1993 |
| 2004—05                        | Петер Аттингер | Бернард Аттингер | Маттиас Нойеншвандер | Юрг Гейлер      | Симон Рот          | ЧМВ 2005           |
| Кёрлинг среди смешанных команд |                |                  |                      |                 |                    |                    |
| 1983—84                        | Бит Стефан     | Кристина Вирц    | Симон Рот            | Irène Bretscher |                    | ЧШСК 1984          |

(скипы выделены полужирным шрифтом)